# Municipio de Lacon
El municipio de Lacon (en inglés: Lacon Township) es un municipio ubicado en el condado de Marshall en el estado estadounidense de Illinois. En el año 2010 tenía una población de 2501 habitantes y una densidad poblacional de 44,02 personas por km².

## Geografía
Según la Oficina del Censo de los Estados Unidos, el municipio tiene una superficie total de 56.81 km², de la cual 44,78 km² corresponden a tierra firme y (21,19 %) 12,04 km² es agua.

## Demografía
Según el censo de 2010, había 2501 personas residiendo en el municipio de Lacon. La densidad de población era de 44,02 hab./km². De los 2501 habitantes, el municipio de Lacon estaba compuesto por el 98,28 % blancos, el 0,08 % eran afroamericanos, el 0,2 % eran amerindios, el 0,36 % eran asiáticos, el 0,16 % eran de otras razas y el 0,92 % eran de una mezcla de razas. Del total de la población el 1,76 % eran hispanos o latinos de cualquier raza.